# Lucas Kerketta
Lucas Kerketta SVD (* 20. September 1936 in Kahupani) ist ein indischer Geistlicher und emeritierter Bischof von Sambalpur.

## Leben
Lucas Kerketta trat der Ordensgemeinschaft der Steyler Missionare bei und empfing am 25. Oktober 1969 die Priesterweihe.
Papst Johannes Paul II. ernannte ihn am 17. November 1986 zum Bischof von Sambalpur. Der Erzbischof von Cuttack-Bhubaneswar, Raphael Cheenath SVD, spendete ihm am 1. März des nächsten Jahres die Bischofsweihe; Mitkonsekratoren waren Alphonse Bilung SVD, Bischof von Rourkela, und Thomas Thiruthalil CM, Bischof von Berhampur.
Am 26. Juli 2013 nahm Papst Franziskus seinen altersbedingten Rücktritt an.